# أملج شائع
أملج شائع  أو السنانير أو إِيَسَرك (الاسم العلمي:Phyllanthus emblica) هو نوع من النباتات يتبع جنس الأملج من الفصيلة الأملجية.

## معرض صور

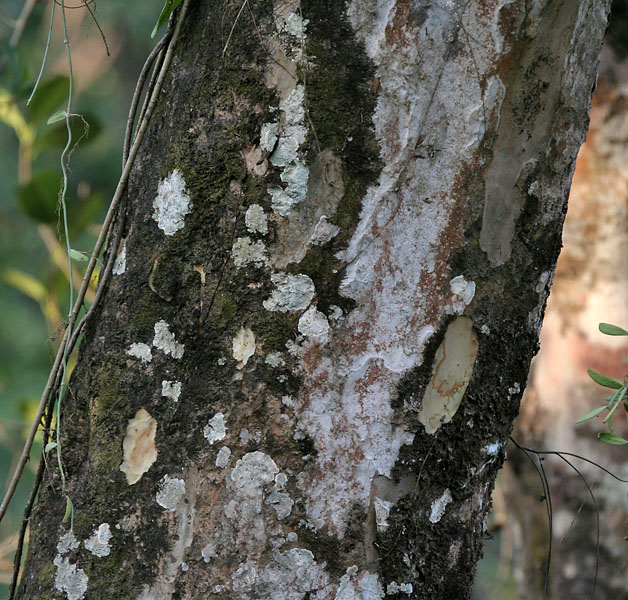
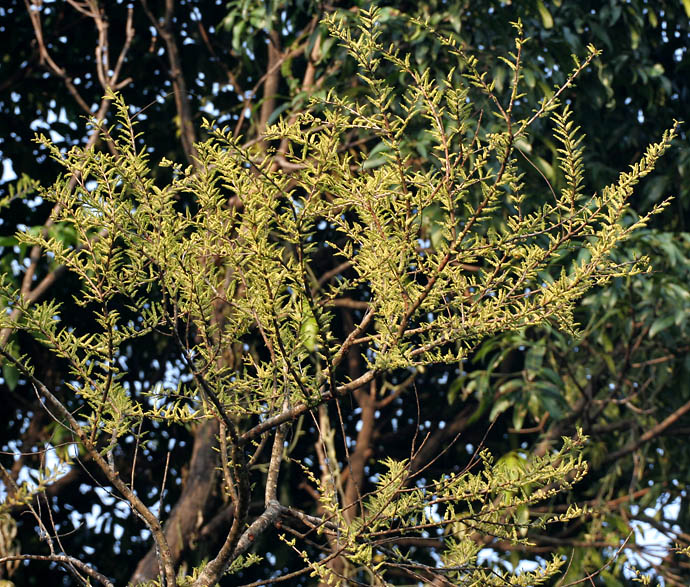
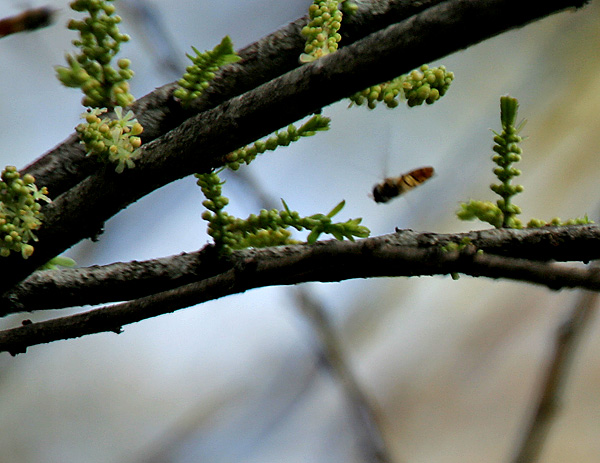

## الأسم العلمي المرادف
- Emblica officinalis